# خانه پاپلی
خانه پاپلی مربوط به دوره قاجار است و در یزد، خیابان امام خمینی، کوی سهل بن علی واقع شده و این اثر در تاریخ ۹ اردیبهشت ۱۳۸۲ با شمارهٔ ثبت ۸۵۳۱ به‌عنوان یکی از آثار ملی ایران به ثبت رسیده است.